# 맥스 (프로게이머)
맥스(본명: 정종빈, 1996년 5월 30일 ~ )는 대한민국의 전직 리그 오브 레전드 프로게이머이다. 현재 프로게임단 지도자로 활동하고 있다. 선수 시절 아이디는 MAX이며 포지션은 서포터였다. 현재 한화생명 e스포츠의 2군 코치를 맡고 있다.

## 선수 시절
2015시즌을 앞두고 CJ 엔투스에 입단하면서 프로 커리어를 시작했다. 2015시즌 동안 매드라이프의 서브 선수로 활
동했다. 챌린저스 리그 2에서는 많은 기회를 받지 못했다.
2015년 12월, 가쉬 베어즈에 입단했다.
2016시즌을 앞두고 MVP에 입단했다. 2016시즌 동안 좋은 모습을 보여주었다. 2016 스프링 시즌에서는 팀의 챔피언스 승격에 기여했다.
2017 스프링 시즌 동안 팀의 주전 서포터로 활동했으며 좋은 모습을 보여주었다. 서머 시즌에서도 좋은 기세를 이어나갔다.
2018 스프링 시즌에서는 기복이 있는 모습을 보여주었다. 서머 시즌에서는 폼이 떨어진 모습을 보여주었다. 팀은 서머 시즌 이후 챌린저스로 강등되었다.
2019년 2월, OP 게이밍에 입단했다.

## 지도자 생활
2019년 9월, 한화생명 e스포츠의 아카데미 팀 코치로 부임했다.
2020년 5월, 1군팀 코치로 승격되었다.
2021시즌을 앞두고 한화생명의 2군팀 코치로 자리를 옮겼다.

## 소속팀

### 선수
| # | 팀명        | 소속 기간               | 소속 리그 | 비고 |
| - | ----------- | ----------------------- | --------- | ---- |
| 1 | CJ 엔투스   | 2014.12.02 ~ 2015.11.05 | LCK       |      |
| 2 | 개쉬 베어즈 | 2015.12.24 ~ 2016.01.18 |           |      |
| 3 | MVP         | 2016.01.18 ~ 2018.11.05 | CK LCK    |      |
| 4 | OP 게이밍   | 2019.02 ~ 2019.05       |           |      |

### 지도자
| # | 팀명             | 직책            | 소속 기간               | 소속 리그 | 비고 |
| - | ---------------- | --------------- | ----------------------- | --------- | ---- |
| 1 | 한화생명 e스포츠 | 아카데미팀 코치 | 2019.09.02 ~ 2020.05.20 | LCK       |      |
| 2 | 한화생명 e스포츠 | 코치            | 2020.05.20 ~ 2020.11.19 | LCK       |      |
| 3 | 한화생명 e스포츠 | 2군 코치        | 2020.11.19 ~            | LCK       |      |

## 수상 내역

### 선수
- 네네치킨 리그 오브 레전드 챌린저스 코리아 스프링 2016 준우승

### 지도자
- LCK 챌린저스 리그 스프링 2021 준우승